# Васильевка (Усть-Калманский район)
Васи́льевка — посёлок в Усть-Калманском районе Алтайского края России. Входит в состав Михайловского сельсовета.

## История
Деревня Васильевка Михайловского района Бийского округа на речке Слюдянке учтена в переписи 1926 года. Основана деревня в 1900 году, в ней проживали 466 человек — 221 мужчина и 225 женщин — в 64 хозяйствах.

## География
Посёлок Васильевка находится на реке Слюдянка. По посёлку также протекает её приток река Сорочинка.
Климат
Климат резко континентальный, соответствует умеренно теплой климатической зоне. В январе средняя температура атмосферы — минус 17,7 °C, в июле — плюс 19,8 °C. Период без морозов составляет 120—130 дней в году. Годовое количество солнечных дней 250—260. Направление ветров преимущественно юго-западное, годовое количество осадков 450 мм.
Уличная сеть
В посёлке 4 улицы — Ленинская, Молодежная, Октябрьская, Южная и переулок Южный
Расстояние по прямой до
- районного центра Усть-Калманка 37 км.
- областного центра Барнаул 158 км.

Ближайшие села
Михайловка 4 км, Слюдянка 8 км, Огни 14 км,  Верх-Слюдянка 16 км, Малая Маралиха 20 км, Восточный 21 км, Новокалманка 26 км.
Транспорт
По району проходит автодорога Алейск ― Чарышское, на которую выходит региональная автодорога, связывающая посёлок с соседними сёлами. Автостанция в Усть-Калманке предоставляет услуги по перевозке пассажиров на 12 междугородных и пригородных маршрутах.
Ближайшая железнодорожная станция находится в городе Алейске.

## Население
| 1997 | 1998 | 1999 | 2000 | 2001 | 2002 | 2003 |
| ---- | ---- | ---- | ---- | ---- | ---- | ---- |
| 159  | ↗162 | ↘141 | ↗148 | ↗150 | ↘137 | ↗149 |
| 2004 | 2005 | 2006 | 2007 | 2008 | 2009 | 2010 |
| ↘143 | ↘139 | ↗146 | ↘132 | ↘124 | ↘114 | ↘89  |
| 2011 | 2012 | 2013 |      |      |      |      |
| ↗90  | ↗91  | ↘79  |      |      |      |      |

## Инфраструктура
В посёлке работает фирма ООО «Содружество», есть ФАП, магазин и начальная школа. Почтовое отделение, обслуживающее жителей посёлка Васильевка, находится в административном центре Михайловка.